# Репки (гмина)
Репки (пол. Repki) — сельская гмина (волость) в Польше, входит как административная единица в Соколувский повет, Мазовецкое воеводство. Население — 5881 человек (на 2004 год).

## Демография
| Перепись                       | Всего   | Всего | Женщины | Женщины | Мужчины | Мужчины |
| ------------------------------ | ------- | ----- | ------- | ------- | ------- | ------- |
| Единицы                        | человек | %     | человек | %       | человек | %       |
| Население                      | 5881    | 100   | 2931    | 49,8    | 2950    | 50,2    |
| Плотность населения (чел./км²) | 34,8    | 34,8  | 17,4    | 17,4    | 17,5    | 17,5    |

## Сельские округа
1. Бачки
2. Бохы
3. Борыхув
4. Чапле-Андрелевиче
5. Чапле-Колёня
6. Галки
7. Ясень
8. Юзин
9. Камянка
10. Канабруд
11. Карске
12. Кобыляны-Гурне
13. Кобыляны-Скорупки
14. Лишки
15. Моломотки
16. Моломотки-Двур
17. Островец
18. Острувек
19. Ремишев-Дужы
20. Ремишев-Малы
21. Репки
22. Рогув
23. Рудники
24. Савице-Бронише
25. Савице-Двур
26. Савице-Весь
27. Скорупки
28. Скшешев
29. Скшешев-Э
30. Скверчин-Двур
31. Скверчин-Весь
32. Смунев
33. Шкопы
34. Василев-Скшешевски
35. Василев-Шляхецки
36. Вежбице-Гурне
37. Вырозембы-Подавце
38. Вырозембы-Конаты
39. Влодки
40. Завады
41. Жулквы

## Соседние гмины
1. Гмина Беляны
2. Гмина Дрохичин
3. Гмина Яблонна-Ляцка
4. Гмина Корчев
5. Гмина Папротня
6. Гмина Сабне
7. Гмина Соколув-Подляски